# Grant Fisher
Grant Fisher (* 22. April 1997 in Calgary, Kanada) ist ein US-amerikanischer Leichtathlet kanadischer Herkunft, der sich auf den Langstreckenlauf spezialisiert hat. Bei den Olympischen Spielen 2024 in Paris gewann er jeweils die Bronzemedaille über 5000 und 10.000 Meter.

## Sportliche Laufbahn
Grant Fisher wurde in Kanada geboren, wuchs aber in Grand Blanc im US-Bundesstaat Michigan auf. Erste Erfahrungen bei internationalen Meisterschaften sammelte er 2013, als er bei den Jugendweltmeisterschaften in Donezk in 3:52,00 min den neunten Platz im 1500-Meter-Lauf belegte. Im Jahr darauf schied er bei den Juniorenweltmeisterschaften in Eugene mit 3:49,62 min im Vorlauf aus und 2015 begann er ein Studium an der renommierten Stanford University in Kalifornien. 2017 und 2019 wurde er NCAA-College-Meister im 5000-Meter-Lauf. 2021 nahm er an den Olympischen Spielen in Tokio teil und belegte dort in 27:46,39 min den fünften Platz im 10.000-Meter-Lauf und gelangte über 5000 Meter mit 13:08,40 min im Finale auf den neunten Platz. Im Jahr darauf belegte er bei den Weltmeisterschaften in Eugene mit 13:11,65 min im Finale den sechsten Platz über 5000 Meter und gelangte über 10.000 Meter mit 27:28,14 min auf Rang vier. Im August wurde er beim Herculis in Monaco mit neuem Nordamerikarekord von 7:28,48 min Dritter im 3000-Meter-Lauf und anschließend wurde er beim Memorial Van Damme mit Nordamerikarekord von 12:46,96 min Zweiter über 5000 Meter und gelangte dann bei Weltklasse Zürich mit 13:01 min auf Rang drei über 5 km auf der Straße. 2024 holte Fisher bei den Olympischen Spielen in Paris mit einer Zeit von 26:43,46 min Bronze über die 10.000 Meter hinter dem Ugander Joshua Cheptegei und Berihu Aregawi aus Äthiopien. Anschließend lief er auch über die 5000 Meter in 13:15,04 min zu Platz drei hinter dem Norweger Jakob Ingebrigtsen und Ronald Kwemoi aus Kenia.
In den Jahren 2022 und 2024 wurde Fisher US-amerikanischer Meister im 5000-Meter-Lauf sowie 2024 auch über 10.000 Meter.
Im Februar 2025 stellte Fisher binnen weniger Tage mit 7:22,91 min über die 3000 Meter und 12:44,09 min über die 5000 Meter zwei neue Weltrekorde in der Halle auf.

## Persönliche Bestleistungen
- 1500 Meter: 3:34,90 min, 9. Juni 2024 in New York City
  - 1500 Meter (Halle): 3:33,99 min, 2. Februar 2025 in Boston
- 1 Meile: 3:59,38 min, 4. Juni 2015 in St. Louis
  - 1 Meile (Halle): 4:03,54 min, 15. März 2015 in New York
- 2000 Meter: 6:32,36 min, 7. August 2020 in Portland
- 3000 Meter: 7:25,47 min, 17. September 2023 in Eugene (Nordamerikarekord)
  - 3000 Meter (Halle): 7:22,91 min, 8. Februar 2025 in New York (Weltrekord)
- 2 Meilen: 8:11,09 min, 21. August 2021 in Eugene
  - 2 Meilen (Halle): 8:03,62 min, 11. Februar 2024 in Boston (Nordamerikabestleistung)
- 5000 Meter: 12:46,96 min, 2. September 2022 in Brüssel (Nordamerikarekord)
  - 5000 Meter (Halle): 12:44,09 min, 14. Februar 2025 in Boston (Weltrekord)
- 10.000 Meter: 26:33,84 min, 6. März 2022 in San Juan Capistrano (Nordamerikarekord)